# Elpegio
Elpegio o Elfego de Winchester (Ælfheah o Alphege the Bald en inglés) (f. 12 de marzo de 951), fue el primer obispo de Winchester.

## Vida
Según la tradición, Elpegio sería familia de Dunstán. Comenzó su carrera como monje en la corte del rey Athelstan y fue nombrado obispo de Winchester en 934. fue un gran precursor de las reformas y procuró con gran empeño la instauración de la vida cenobítica. Fue tutor de Aethelwold. Murió el 12 de marzo de 951. y sería enterrado en el Old Minster en Winchester.